# الحميمة
الحميمة قرية أردنية تقع في محافظة العقبة في الجنوب عُرفت سابقا باسم ( حوارة). استمر السكن في الحميمة بدون انقطاع منذ سنة 90 ق. م وحتى نهاية العصر الأموي. اشتهرت قرية الحميمة بكونها معقل الحركة العباسية وانطلاقا لقيام دولتهم.

## تاريخ
كشفت أعمال التنقيب التي جرت في الحميمة عن مجموعة من الأبنية والآثار التي يعود تاريخها إلى العصور النبطية والرومانية والبيزنطية والأموية. من هذه المنشآت وحدات سكنية، وحصن روماني كبير (أبعاده 206X146) متر، بالإضافة إلى حمام من العصر الروماني المتأخر، وخمس كنائس بيزنطية، وقصر يجاوره مسجد من العصر الأموي، وبركتان، وما يزيد على خمسين خزاناً لجمع المياه وخزنها حُفرت في الصخر، ومجموعة من السدود.
كما عُثر على قناة تمتد بطول 26.5 كم كانت تجلب المياه من ثلاثة ينابيع طبيعية في رأس النقب إلى بركة عند الحافة الشمالية لموقع الحميمة. تنسب الروايات التاريخية إقامة المستوطنة إلى الملك النبطي الحارث الثالث (78 - 52 ق .م). ونظراً لوقوعها على الطريق الممتدة من البتراء إلى أيلة (العقبة)، فقد ازدهرت الحميمة بسبب مرور القوافل التجارية بها.
بعد الانتهاء من إقامة طريق تراجان الجديدة (111- 114م) التي كانت تمتد من بصرى في جنوب الشام إلى العقبة، اكتسبت الحميمة مزيداً من الأهمية كمحطة تجارية. تذكر المصادر التاريخية العربية الحميمة كونها كانت مكان إقامة وسكن لبعض أفراد الأسرة العباسية. فحوالي عام 80 / 700، غادر علي بن عبدالله بن العباس الحجاز متوجهاً إلى سورية، فنزل في أذرح القريبة من البتراء ثم اشترى الحميمة وبنى فيها قصراً وحديقة. بدأ العباسيون من هذا الموقع الاستراتيجي الذي كانت تمر به قوافل الحجيج والتجار يرسلون دعاتهم إلى الأقطار المجاورة ويعدون العدة لقلب نظام الحكم الأموي حتى نجحوا في ذلك سنة 132 / 749. يُذكر أن كلاً من الخليفتين أبو العباس السفاح (حكم في الفترة 132 - 136 / 749 - 754) وأبو جعفر المنصور (حكم في الفترة 136 - 158 / 754 - 775) كانا قد ولدا وترعرعا في الحميمة قبل انتقالهما إلى العراق.
القصر ومحل الإقامة
كشفت الحفريات الأثرية عن القصر الذي كانت تقطنه الأسرة العباسية والذي يقع عند الطرف الشرقي من الحميمة وله شكل قريباً من المستطيل أبعاده 50X61 م وكُشف أيضا عن وجود مسجد مجاور له. ويؤدي مدخل القصر إلى ممر يطل على مساحة مكشوفة غير منتظمة، يحيط بها ثلاثة صفوف من الغرف . يخلو القصر من الأبراج نصف الدائرية التي تدعم عادة الأسوار المحيطة، وهو بهذا لا يشبه القصور الأموية الصحراوية كالمشتى والحرانة والقسطل، بل ربما يكون بناؤه قد تأثر بعمارة الحجاز.
مقابل المدخل، في الجهة الغربية، توجد غرفة زخرفت جدرانها بالرسومات الجدارية المكونة من أشكال نباتية ونماذج هندسية. وفي هذه الغرفة عُثر على رقائق من العاج حُفر عليها زخارف متنوعة بينها صورة محارب يرتدي الخودة والزي الحربي. على مسافة 10م إلى الجنوب الشرقي من القصر، يوجد مسجد أبعاده 5.75X5.6 م. قسِّم داخل المسجد إلى قسمين متساويين ويبرز عن حائطه الجنوبي محراب.
عاش في الحميمة الكثير من الخلفاء والعلماء والقادة العباسيين، ومنهم من وُلد فيها، وقد نقل ابن سعد قول أحدهم: سمعت الأشياخ يقولون: لقد أفضَت الخلافة إليهم، وما في الأرض أحد أكثر قارئاً للقرآن ولا أفضل عابداً وناسكاً منهم بالحميمة؛ ومن هؤلاء الأفاضل والفضليات: التابعي الجليل علي بن عبد الله بن عباس رضي الله، ومحمد بن علي بن عبد الله بن عباس، وداود بن علي بن عبد الله بن عباس، وسليمان بن علي بن عبد الله بن عباس، وعبد الله بن علي بن عبد الله ابن عباس، وعبد الصمد بن علي بن عبد الله بن عباس وفاطمة بنت علي بن عبد الله ابن العباس، وموسى بن محمد بن علي، وإبراهيم بن محمد بن علي بن عبد الله ابن العباس، والسفاح؛ عبد الله بن محمد بن علي، وأبو جعفر المنصور، عيسى بن موسى بن محمد بن علي، وزينب بنت الأمير سليمان، ومحمد بن جعفر بن عبيدالله بن العباس، وسليمان بن مجالد ابن أبي المجالد.
زادت مكانتها عندما سكنها التابعي الجليل علي بن عبد الله بن عباس رضي الله عنهم؛ بعد أن أعطاها له الخليفة الأموي الوليد بن عبد الملك سنة (95هـ/713م)، فاتخذها مقراً دائماً له وداراً للضيافة، وبنى بها قصراً، وتوفي بها عام (125هـ/ 743م) وبها قبره، ولكن القبر غير معروف اليوم، والمسجد العباسي باقٍ إلى اليوم 